# Teruo Nakatani
Teruo Nakatani (中谷輝雄 Nakatani Teruo, nascido em Uryu-Hokkaido, 北海道雨竜町 Hokkaido Uryu-cho em 29 de Julho de 1932 - 30 de novembro de 2022) japonês naturalizado brasileiro, faixa preta de Aikido e empresário aposentado é conhecido como o introdutor do Aikido no Brasil por ser o primeiro japonês, formado pela Aikikai Hombu Dojo  a dar aulas dessa arte no Brasil em Dojo regularizado juridicamente no Rio de Janeiro.

## Juventude no Japão
Teruo Nakatani iniciou nas artes marciais pelo Judô, quando estava cursando o científico em Asahikawa/ Hokkaido Asahikawa-Hokkaido (北海道 旭川市 Hokkaido Asahikawa). Antes de conhecer o Aikido, ele fazia outras atividades físicas. Praticou um pouco de Kendo (cuja prática foi proibida pelas forças de ocupação do pós-guerra), Caratê e alpinismo.
Nakatani treinou Judô até o primeiro ano de faculdade. Ele também praticava alpinismo (escalada) e, por causa de um acidente nesse esporte, que machucou o seu ombro esquerdo, foi forçado a parar os treinos de Judô.
Soube da existência do Aikido através de Hiroshi Tada (多田宏 Tada Hiroshi), que na época já era 6o Dan dessa arte, quando ambos frequentavam os treinos de Caratê de pessoas que também faziam parte do grupo de ioga japonesa Shinshin-tōitsu-dō (心身統一道) de Tempu Nakamura (中村 天風 Nakamura Tempu).
Nakatani foi com Hiroshi Tada, que na época era já instrutor (Shihan) da Aikikai, para academia central (Hombu Dojo) conhecer o Aikido. Gostou do que viu e se matriculou no mesmo instante. Ele estava cursando o segundo ano da Faculdade Meiji quando entrou para o Aikido.
Participou das aulas do fundador do Aikido, Morihei Ueshiba, e também das aulas de Kishomaru Ueshiba e Koichi Tohei, instrutores da Aikikai auxiliados por Shigenobu Okumura, Kisaburo Osawa, Sadateru Arikawa, Hiroshi Tada e Nobuyoshi Tamura.
“Na segunda-feira era aula do filho, Kisshomaru. Na quarta ou quinta, aula do Tohei. Nos outros dias, quem dava aula era Tada, 6o Dan; Kobayashi, que era 3o Dan; e Tamura, 5o Dan. Cada um tinha seu horário de aula. A aula da manhã era de 6h30 e às 7h30. Era a primeira aula do dia. A segunda aula, eu acho que era das 8h às 9h. A terceira aula era às 15h ou às 14h.”
-- (trecho da entrevista de 2009 com Nakatani)

## Mudança para o Brasil
Nakatani treinou aproximadamente 5 anos no Japão e, por meio de exame, obteve o grau de faixa preta 2o. Dan, antes de imigrar para o Brasil. Posteriormente, quando já morava no Brasil, Kisshomaru Ueshiba o promoveu para o 3o. Dan.
Teruo Nakatani, aos 28 anos de idade, chegou ao Brasil como imigrante, desembarcando pelo porto de Santos-(SP) em 6 de Novembro de 1960. A viagem foi em navio a vapor holandês, o Boissevain, que partiu de Yokohama sob o comando de L. Rademaker da companhia transportadora Royal Interocean Lines.
Com quase 3 meses da sua chegada no Brasil, três dias antes do Carnaval de 1961, Nakatani mudou-se para o Rio de Janeiro.
Nakatani Sensei, como também é conhecido entre os praticantes de artes marciais, começou a dar aulas de Aikido em 1962 na academia (dojo) do professor Ogino, notável professor do Judo carioca que dirigia uma grande academia na área portuária do Rio de Janeiro.
Teruo Nakatani em pouco tempo tornou-se figura conhecida em toda a cidade chegando inclusive a participar do filme Roberto Carlos e o Diamante Cor-de-Rosa.
Em 1975, depois de diversos problemas físicos e com pouco tempo para se dedicar ao ensino do Aikido, fez preparativos para a vinda daquele que se tornaria o seu substituto, Ichitami Shikanai.
Nakatani Sensei sempre foi dono de um aikido poderoso, forte, seguro e bem característico da Aikikai Hombu Dojo.
Em 30 de novembro de 2022, Nakatani Sensei faleceu aos 90 anos de idade, deixando um legado construído por meio da difusão do Aikido no país, especialmente no Rio de Janeiro.